# Chất lượng sống

Chỉ số chất lượng sống theo Economist Intelligence Unit, 2005
8,000 - 8,999
7,000 - 7,999
6,000 - 6,999
5,000 - 5,999
4,000 - 4,999
3,000 - 3,999
Không có số liệu

Chất lượng sống là các chỉ số sức khỏe của con người, bao gồm tất cả các khía cạnh về mặt tình cảm, xã hội và thể chất trong đời sống cá nhân. Khi cụm từ được sử dụng trong những tài liệu tham khảo liên quan đến y học và y tế thì được hiểu là chất lượng y tế có liên quan của cuộc sống, nó đề cập đến sự chăm sóc dành cho các cá nhân có thể bị ảnh hưởng bởi một căn bệnh, khuyết tật, hoặc rối loạn khác. Ví dụ: bệnh nhân có thể để có được cái ăn cái uống, chăm sóc vệ sinh cá nhân mà không có bất kỳ sự giúp đỡ của người khác.

## Một số khía cạnh
Chất lượng sống liên quan chặt chẽ đến lĩnh vực y tế, về hệ thống y tế, cơ sở hạ tầng y tế (bệnh viện, trạm xá...) nhằm phục vụ nhu cầu khám chữa bệnh cho người dân cũng như việc cung cấp nước sạch phục vụ cho nhu cầu của nhân dâng. Những người ở thế giới phương Tây lo sợ chuyện bị bệnh khi đi du lịch, đặc biệt là khi đến các nước đang phát triển. Họ sợ tiêu chuẩn chăm sóc sức khỏe ở nơi đến đó không thể bằng ở quốc gia của họ.
Bệnh tật và phòng ngừa, điều trị bệnh tật cũng là một nhân tố trong đánh giá chất lượng sống. Việc chăm sóc sức khỏe, cai nghiện bằng các biện pháp, tái hòa nhập cộng đồng cho các đối tượng nghiện ngập.
Nguồn nước hay tài nguyên nước là tiêu chí quan trọng của chất lượng sống, điều này đã được khẳng định từ lâu trong lịch sử.
Ngoài ra các vấn đề về đất đai canh tác, ô nhiễm môi trường cũng là một trong những nhân tố ảnh hướng đến sức khỏe và chất lượng cuộc sống.
Biến đổi khí hậu: Các triều đại lịch sử trên thế giới từ Đông sang Tây đã chứng minh sự thịnh suy, thậm chí sụp đổ do biến đổi của khí hậu, thời tiết. Vì nguồn lương thực, thực phẩm của con người phụ thuộc rất nhiều vào điều kiện thiên nhiên, do đó bất cứ sự biến đổi cực đoan nào về thời tiết cũng có thể là mầm mống dẫn đến chiến tranh, xung đột.